# Orso II Partecipazio
Orso II Partecipazio – doża Wenecji od 912.